# جون بيل إدواردس
جون بيل إدواردس (بالإنجليزية: John Bel Edwards)‏ هو سياسي ومحامي أمريكي من الحزب الديمقراطي ولد في يوم 16 سبتمبر 1966 في مدينة باتون روج في ولاية لويزيانا. يشغل حالياً منصب حاكم ولاية لويزيانا منذ سنة 2016 بعد أن خلف بوبي جيندال.